# Psolidium boholense
Psolidium boholense is een zeekomkommer uit de familie Psolidae.
De wetenschappelijke naam van de soort werd in 1867 gepubliceerd door Karl Semper.